# Связной-Клуб
«Связной-Клуб» — одна из крупнейших в России коалиционных программ лояльности. По состоянию на июль 2014 года, участниками бонусной программ «Связной-Клуб» являются свыше 19 млн клиентов. Существенно превосходит по данному показателю другую популярную программу «Аэрофлот Бонус». Управляющей компанией программы является ЗАО «С-Клуб» (входит в группу «Связной»).
Участие в программе предполагает получение от 1 до 20 процентов от суммы покупок в розничных магазинах, в том числе в сети магазинов «Связной», а также в интернет-магазинах. Потратить накопленные баллы можно у партнёров программы. Полный список можно найти на официальном сайте.
С 2020 года программу лояльности переименовали в Связной Плюс.

## История[4]
- 2006г создание региональной бонусной программы
- 2007г пилотный проект запущен в г. Нижний Новгород
- 2008г развёртывание программы в федеральную
- 2009г программа трансформирована в коалиционную
- выпуск платежных карт «Связной-Клуб» MasterCard (эмитированны РНКО ООО «Платежный Центр»)
- 2010г старт выпуска банковских карт «Связной Банк» с бонусным функционалом (эмитент Связной Банк)
- 2011г плюсы деноминированы. Теперь 1 балл равен одному рублю скидки
- 2012г открыта регистрация в программе онлайн
- появилась возможность тратить плюсы в интернете
- 2013г запуск мобильного приложения «Связной-Клуб» с геотаргетингом

## Накопление бонусов
В первую очередь необходимо зарегистрироваться в программе и получить клубную карту. Кроме того, доступна возможность оформления виртуальной карты, баллы с которой можно потратить только у интернет-партнеров «Связной-Клуб».
Держатели банковских карт «Связной Банк» также являются участниками программы. Получение баллов аналогично кэшбеку в других банках. Например: 1% от любой покупки и 5% на товары определённой категории, которая периодически меняется.

## Использование бонусов
Бонусные единицы программы лояльности «Связной-Клуб» можно потратить у одного из партнеров программы, который предоставляет такую возможность. Накопленные бонусные единицы используются как для получения скидки, так и для полной оплаты приобретаемого товара и услуги. Согласно действующим правилам программы «Связной-Клуб», при оплате покупки за бонусные единицы, клиент обязан внести не менее одного рубля собственных средств.
Позже было введено ограничение что можно списать не более 25% от стоимости товара (после применения промокода), однако не более 3000 рублей.

## Партнеры программы
По состоянию на конец июля 2014 года программа лояльности «Связной-Клуб» насчитывает более 50 партнеров. Сюда входят как собственные проекты Группы компаний «Связной» (магазины «Связной», интернет-магазин svyaznoy.ru, SVOY.ru, «Связной Трэвел», «Связной Мобайл» и т. д.), так и сторонние компании. Среди партнеров «Связной-Клуб» такие известные бренды, как мобильный оператор МТС, ресторан быстрого питания Burger King, сеть кофеен «Шоколадница», британский интернет-магазин ASOS, сеть продуктовых магазинов «Магнолия», онлайн мегамаркет Ozon.ru, корпорация GrandFood («Ташир Пицца», «Кебаб-Тун», «Сутеки») и многие другие.
Партнеров программы лояльности «Связной-Клуб» можно разделить на 7 групп:
- Дом и семья
- Еда и напитки
- Красота и здоровье
- Одежда и обувь
- Отдых и развлечения
- Услуги и сервис
- Электроника и техника

На конец 2018 года из партнёров осталась одна Евросеть.

## Сравнение программ лояльности
Программы лояльности обычно сравнивают по следующим параметрам: география, предприятия-участники, сфера, виды карт и условия получения, кто может 
пользоваться картой и количество  участников - основной количественный показатель.
На текущий момент в России можно выделить следующие основные коалиционные программы лояльности: Связной-клуб (19млн участников),ЛАФА(lafa.life), Много.ру(3млн участников), Малина, Кукуруза, PINS, Копилка (Копилка Клуб), CARBON(700тыс), Megacard(400тыс).

## Собственники и руководство
Управляющей компанией программы лояльности клиентов «Связной-Клуб» является закрытое акционерное общество «С-Клуб». 100 % акций ЗАО «С-Клуб» принадлежит Группе компаний «Связной».
В сентябре 2013 года было объявлено о назначении на должность генерального директора «Связного-Клуба» Ксении Мезенцевой.

## Награды и премии
В июне 2014 года Международное жюри Национального конкурса в области маркетинга лояльности Loyalty Awards Russia 2014 признало «Связной-Клуб» победителем сразу в четырех номинациях.
- «Лучшая маркетинговая кампания», реализованная в рамках программы лояльности
- «Кобрендинговая карта года»
- «Лучшая программа лояльности непродуктового ретейлера»
- «Премия за эффективное использование аналитики в программе лояльности».